# Спиридонов, Алексей Иванович
Алексе́й Ива́нович Спиридо́нов (14 марта 1910 — 3 июля 2000) — российский географ-геоморфолог, доктор географических наук (с 1964). Профессор (с 1965), профессор-консультант (с 1992) кафедры геоморфологии и палеогеографии географического факультета Московского государственного университета имени М. В. Ломоносова. Заслуженный профессор Московского университета (1999). Подготовил 31 кандидата и 7 докторов наук. Участник Финской и Великой Отечественной войн.
Возглавлял Геоморфологическую комиссию Московского центра Русского географического общества (образована в 1946). До А. И. Спиридонова комиссией руководили другие известные геоморфологи — Н. В. Думитрашко, Ю. К. Ефремов, Н. Н. Соколов, а после, с 1982 года — Д. А. Лилиенберг.
Похоронен на Ваганьковском кладбище в Москве.
В честь А. И. Спиридонова назван мыс (мыс Спиридонова, Курильские острова, остров Кунашир, название мысу присвоено не позже 1949 года).

## Основные работы
- Рельеф Москвы и Подмосковья / Н. Е. Дик, В. Г. Лебедев, А. И. Соловьёв, А. И. Спиридонов; Институт географии АН СССР, МГУ им. M.В. Ломоносова. — М.: Географгиз, 1949. — 196 с.
- Спиридонов А. И. Геоморфологическое картографирование: Учеб. пособие для геогр. фак. ун-тов. — М.: Географгиз, 1952. — 188 с. — 5000 экз.
- Любвин Н. И., Спиридонов А. И. Практическое пособие по составлению топографических карт. Вып. 1: Рельеф и его изображение на топографических картах. М., 1953. 147 с.
- Основы общей методики полевых геоморфологических исследований. ч. 1—3, 1956—1963.
- Физико-географическое районирование Нечернозёмного центра / Алисов Б. П., Варламова М. Н., Васильева И. В. и др.; Под ред. Н. А. Гвоздецкого и В. К. Жучковой. — М.: Изд-во МГУ, 1963. — 452 с. — (Природное и экономическое географическое районирование СССР для целей сельского хозяйства. Серия физико-географическая).
- Спиридонов А. И. Основы общей методики полевых геоморфологических исследований и геоморфологического картографирования. — М.: Высшая школа, 1970. — 458 с.
- Спиридонов А. И. Геоморфологическое картографирование. — М.: Недра, 1975. — 184 с.
- Спиридонов А. И. Геоморфология европейской части СССР: Учебное пособие. — М.: Высшая школа, 1978. — 336 с.
- Воскресенский С. С., Леонтьев O. K., Спиридонов А. И. и др. Геоморфологическое районирование СССР и прилегающих морей: Учеб. пособие для геогр. спец. вузов. — М.: Изд-во МГУ, 1980. — 344 с.
- Динамическая геоморфология: Учебное пособие / Под ред. Г. С. Ананьева, Ю. Г. Симонова, А. И. Спиридонова. — М.: Изд-во МГУ, 1992. — 448 с. — ISBN 5-211-01618-1

Статьи
- Спиридонов А. И. Геоморфологическое районирование Восточно-Европейской равнины // Землеведение. 1969. Т. 8.
- Спиридонов А. И. Физиономические черты рельефа как показатель его происхождения и развития // Индикационные географические исследования. — М.: Наука, 1970. — С. 11-19.
- Спиридонов А. И. О понятиях «морфоструктура» и «морфоскульптура» // Актуальные проблемы теоретической и прикладной геоморфологии. М.: МФГО, 1976. — С. 57-63.